# Raphaël Montoya
Raphaël Montoya (1995) es un deportista francés que compite en triatlón. Ganó dos medallas de plata en el Campeonato Europeo de Triatlón de 2017.

## Palmarés internacional
| Campeonato Europeo | Campeonato Europeo  | Campeonato Europeo | Campeonato Europeo |
| Año                | Lugar               | Medalla            | Prueba             |
| ------------------ | ------------------- | ------------------ | ------------------ |
| 2017               | Kitzbühel (Austria) | Medalla de plata   | Individual         |
| 2017               | Kitzbühel (Austria) | Medalla de plata   | Relevo mixto       |